# Zwitserland op de Olympische Winterspelen 2010

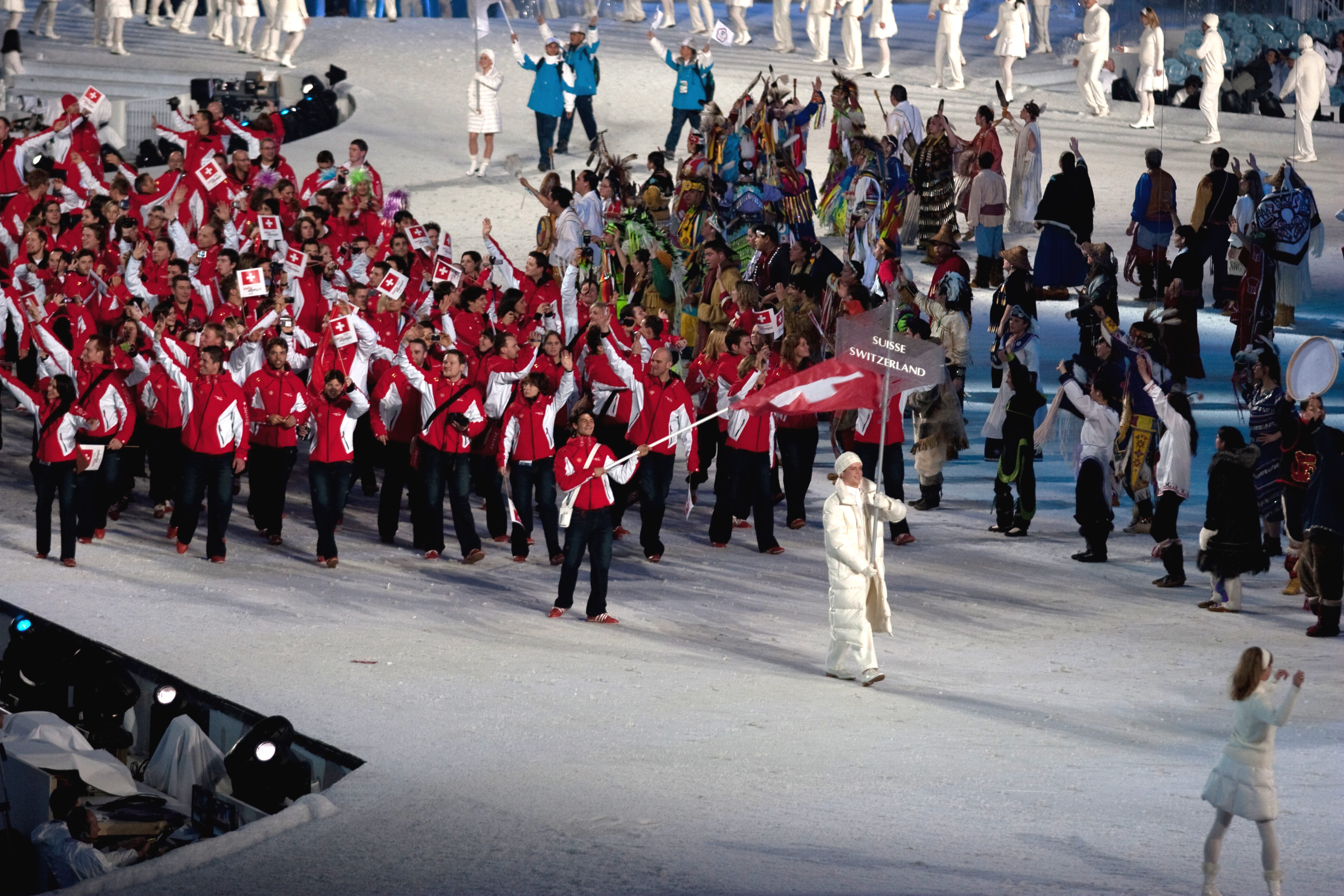
Het team van Zwitserland bij de opening

Tijdens de Olympische Winterspelen van 2010, die in Vancouver (Canada) werden gehouden, nam Zwitserland voor de eenentwintigste keer deel aan de Winterspelen.

## Medailleoverzicht
| Sport          | Olympiër                                                         | Discipline            | Medaille |
| -------------- | ---------------------------------------------------------------- | --------------------- | -------- |
| Alpineskiën    | Didier Défago                                                    | afdaling (m)          | Goud     |
| Alpineskiën    | Carlo Janka                                                      | reuzenslalom (m)      | Goud     |
| Freestyleskiën | Michael Schmid                                                   | ski cross (m)         | Goud     |
| Langlaufen     | Dario Cologna                                                    | 15 km vrije stijl (m) | Goud     |
| Schansspringen | Simon Ammann                                                     | normale schans        | Goud     |
| Schansspringen | Simon Ammann                                                     | grote schans          | Goud     |
| Alpineskiën    | Silvan Zurbriggen                                                | combinatie (m)        | Brons    |
| Curling        | Markus Eggler Jan Hauser Toni Müller Ralph Stöckli Simon Strübin | mannen                | Brons    |
| Snowboarden    | Olivia Nobs                                                      | cross (v)             | Brons    |

## Deelnemers en resultaten

### Alpineskiën
| Olympiër            | Discipline           | Resultaat | Prestatie                                                              |
| ------------------- | -------------------- | --------- | ---------------------------------------------------------------------- |
| Marc Berthod        | reuzenslalom (m)     | 29e       | Totaal: 2.42,10 (+4,27) (1e run: 1.19,00 (25e), 2e run: 1.23,10 (31e)) |
| Marc Berthod        | slalom (m)           | DNF-1     | (1e run: niet gefinisht)                                               |
| Didier Cuche        | afdaling (m)         | 6e        | 1.54,67 (+0,36)                                                        |
| Didier Cuche        | reuzenslalom (m)     | 14e       | Totaal: 2.39,45 (+1,62) (1e run: 1.18,75 (21e), 2e run: 1.20,70 (4e))  |
| Didier Cuche        | super-g (m)          | 10e       | 1.31,06 (+0,72)                                                        |
| Didier Défago       | afdaling (m)         | Goud      | 1.54,31                                                                |
| Didier Défago       | super-combinatie     | DNF-2     | (afdaling: 1.53,69 (4e), slalom: niet gefinisht)                       |
| Didier Défago       | super-g              | 15e       | 1.31,43 (+1,09)                                                        |
| Marc Gini           | slalom (m)           | 15e       | Totaal: 1.41,35 (+2,03) (1e run: 49,94 (22e), 2e run: 51,41 (5e))      |
| Tobias Grünenfelder | super-g (m)          | 9e        | 1.30,90 (+0,56)                                                        |
| Ambrosi Hoffmann    | afdaling (m)         | 23e       | 1.56,04 (+1,73)                                                        |
| Carlo Janka         | afdaling (m)         | 11e       | 1.55,02 (+0,71)                                                        |
| Carlo Janka         | reuzenslalom (m)     | Goud      | Totaal: 2.37,83 (1e run: 1.17,27 (1e), 2e run: 1.20,56 (3e))           |
| Carlo Janka         | super-combinatie (m) | 4e        | Totaal: 2.45,54 (+0,62) (afdaling: 1.53,65 (3e), slalom: 51,89 (12e))  |
| Carlo Janka         | super-g (m)          | 8e        | 1.30,83 (+0,49)                                                        |
| Sandro Viletta      | reuzenslalom (m)     | 15e       | Totaal: 2.39,54 (+1,71) (1e run: 1.18,37 (14e), 2e run: 1.21,17 (12e)) |
| Sandro Viletta      | slalom (m)           | DSQ       | (1e run: 49,85 (20e), 2e run: gediskwalificeerd)                       |
| Sandro Viletta      | super-combinatie (m) | 14e       | Totaal: 2.48,19 (+3,27) (afdaling: 1.55,72 (21e), slalom: 52,47 (20e)) |
| Silvan Zurbriggen   | slalom (m)           | 12e       | Totaal: 1.40,83 (+1,51) (1e run: 48,78 (7e), 2e run: 52,05 (17e))      |
| Silvan Zurbriggen   | super-combinatie (m) | Brons     | Totaal: 2.45,32 (+0,40) (afdaling: 1.53,88 (6e), slalom: 51,44 (10e))  |
|                     |                      |           |                                                                        |
| Andrea Dettling     | Reuzenslalom (v)     | DNF       | DNF-1                                                                  |
| Andrea Dettling     | Supercombinatie (v)  | 23e       | 2.14,44 (+5,30) — 1.26,28+48,16                                        |
| Andrea Dettling     | Super G (v)          | 22e       | 1.22,03 (+1,89)                                                        |
| Dominique Gisin     | Afdaling (v)         | DNF       | DNF                                                                    |
| Nadja Kamer         | Afdaling (v)         | 19e       | 1.48,14 (+3,95)                                                        |
| Nadja Kamer         | Supercombinatie (v)  | DNF       | DNF-1                                                                  |
| Nadja Kamer         | Super G (v)          | DNF       | DNF                                                                    |
| Nadia Styger        | Afdaling (v)         | 12e       | 1.47,22 (+3,03)                                                        |
| Nadia Styger        | Super G (v)          | 6e        | 1.21,25 (+1,11)                                                        |
| Fabienne Suter      | Afdaling (v)         | 5e        | 1.46,17 (+1,98)                                                        |
| Fabienne Suter      | Reuzenslalom (v)     | 4e        | 2.27,52 (+0,41) — 1.15,97+1.11,55                                      |
| Fabienne Suter      | Supercombinatie (v)  | 6e        | 2.10,85 (+1,71) — 1.25,29+45,56                                        |
| Fabienne Suter      | Super G (v)          | 13e       | 1.22,16 (+2,02)                                                        |

### Biatlon
| Olympiër                                                      | Discipline                | Resultaat | Prestatie |
| ------------------------------------------------------------- | ------------------------- | --------- | --- |
| Thomas Frei                                                   | 10 km sprint (m)          | 13e       | 25.36,9 (+1.29,1) pen.: 0 (0 + 0)                                                                             |
| Thomas Frei                                                   | 12,5 km achtervolging (m) | 12e       | 34.56,4 (+1.18,0) pen.: 1 (0 + 1 + 0 + 0)                                                                     |
| Thomas Frei                                                   | 20 km individueel (m)     | 16e       | 51.03,4 (+2.40,9) pen.: 2 (1 + 0 + 0 + 1)                                                                     |
| Thomas Frei                                                   | 15 km massastart (m)      | 24e       | 37.12,9 (+1.37,2) pen.: 2 (0 + 1 + 1 + 0)                                                                     |
| Simon Hallenbarter                                            | 10 km sprint (m)          | 16e       | 25.48,3 (+1.40,5) pen.: 2 (2 + 0)                                                                             |
| Simon Hallenbarter                                            | 12,5 km achtervolging (m) | 43e       | 37.07,9 (+3.29,5) pen.: 6 (1 + 2 + 1 + 2)                                                                     |
| Simon Hallenbarter                                            | 20 km individueel (m)     | 43e       | 53.18,4 (+4.55,9) pen.: 5 (1 + 0 + 1 + 3)                                                                     |
| Matthias Simmen                                               | 10 km sprint (m)          | 26e       | 26.11,5 (+2.03,7) pen.: 1 (1 + 0)                                                                             |
| Matthias Simmen                                               | 12,5 km achtervolging (m) | 28e       | 35.55,0 (+2.16,6) pen.: 1 (3 + 0 + 0 + 0)                                                                     |
| Matthias Simmen                                               | 20 km individueel (m)     | 39e       | 53.05,7 (+4.43,2) pen.: 4 (1 + 1 + 2 + 0)                                                                     |
| Benjamin Weger                                                | 10 km sprint (m)          | 69e       | 27.43,6 (+3.35,8) pen.: 3 (3 + 0)                                                                             |
| Benjamin Weger                                                | 20 km individueel (m)     | 55e       | 54.20,3 (+5.57,8) pen.: 5 (1 + 1 + 2 + 1)                                                                     |
| Thomas Frei Matthias Simmen Benjamin Weger Simon Hallenbarter | 4×7,5 km estafette (m)    | 9e        | 1:24.36,8 (+2.58,7) pen.: 0 (0+2 0+7) 20.47,6 (0+0 0+1) 21.17,1 (0+2 0+3) 21.26,1 (0+0 0+2) 21.06,0 (0+0 0+1) |
|                                                               |                           |           | |
| Selina Gasparin                                               | 7,5 km sprint (v)         | 56e       | 22.23,4 (+2.27,8) pen.: 4 (2 + 2)                                                                             |
| Selina Gasparin                                               | 10 km achtervolging (v)   | 48e       | 35.53,5 (+5.37,5) pen.: 5 (2 + 1 + 1 + 1)                                                                     |
| Selina Gasparin                                               | 15 km individueel (v)     | 40e       | 45.23,6 (+4.30,8) pen.: 3 (0 + 1 + 0 + 2)                                                                     |

### Bobsleeën
| Olympiër                                           | Discipline      | Resultaat | Prestatie                               |
| -------------------------------------------------- | --------------- | --------- | --------------------------------------- |
| Ivo Rüegg Cedric Grand                             | tweemansbob (m) | 4e        | 3.27,85 (51,76 / 52,18 / 51,92 / 51,99) |
| Ivo Rüegg Thomas Lamparter Cedric Grand Beat Hefti | viermansbob (m) | 6e        | 3.27,71 (51,31 /51,13 / 51,70 / 51,57)  |
|                                                    |                 |           |                                         |
| Fabienne Meyer Hanne Schenk                        | tweemansbob (v) | 9e        | 3.36,13 (54,04 / 54,27 / 54,00 / 53,82) |
| Sabina Hafner Caroline Spahni                      | tweemansbob (v) | 12e       | 3.36,84 (54,18 / 54,70 / 53,87 / 54,09) |

Van de startgerechtige bobsleeën namen er bij de mannen drie niet aan de wedstrijden deel, twee in de tweemansbob en één in de viermansbob.

### Curling
| Olympiër                                                          | Discipline | Resultaat | Prestatie |
| ----------------------------------------------------------------- | ---------- | --------- | --- |
| Markus Eggler Jan Hauser Toni Müller Ralph Stöckli Simon Strübin  | mannen     | Brons     | Groepsfase: 6-5 Denemarken 7-6 Verenigde Staten 4-3 Groot-Brittannië 4-7 Noorwegen 6-7 Duitsland 9-5 China 4-6 Canada 7-3 Zweden 6-2 Frankrijk Halve finale: 5-7 Noorwegen Om brons: 5-4 Zweden     |
|                                                                   |            |           | |
| Janine Greiner Carmen Küng Mirjam Ott Carmen Schäfer Irene Schori | vrouwen    | 4e        | Groepsfase: 4- 5 Canada 7- 8 Zweden 6- 8 China 8- 5 Rusland 8- 7 Denemarken 10- 6 Groot-Brittannië 10- 4 Japan 4- 2 Duitsland 10- 3 Verenigde Staten Halve finale: 5- 6 Canada om Brons: 6-12 China |

### Freestylskiën
| Olympiër           | Discipline    | Resultaat | Prestatie                                                                                        |
| ------------------ | ------------- | --------- | ------------------------------------------------------------------------------------------------ |
| Christian Haechler | aerials (m)   | 16e       | kwalificatie: 16e - uitgeschakeld: 207,25 ptn (106,64 + 100,61)                                  |
| Andreas Isoz       | aerials (m)   | 14e       | kwalificatie: 14e - uitgeschakeld: 214,18 ptn (103,76 + 110,42)                                  |
| Thomas Lambert     | aerials (m)   | 12e       | 210,90 ptn (93,66 + 117,24) kwalificatie: 3e - 238,33 ptn (114,58 + 123,75)                      |
| Renato Ulrich      | aerials (m)   | 18e       | kwalificatie: 18e - uitgeschakeld: 200,41 ptn (81,86 + 118,55)                                   |
| Beni Hofer         | ski cross (m) | 32e       | kwalificatie: 31e (1.16,18) achtste finale: 4e - uitgeschakeld                                   |
| Conradign Netzer   | ski cross (m) | 20e       | kwalificatie: 14e (1.13,91) achtste finale: 3e - uitgeschakeld                                   |
| Michael Schmid     | ski cross (m) | Goud      | kwalificatie: 1e (1.12,53) achtste finale: 1e kwartfinale: 1e halve finale: 1e finale: 1e        |
| Richard Spalinger  | ski cross (m) | 14e       | kwalificatie: 27e (1.15,12) achtste finale: 2e kwartfinale: 4e - uitgeschakeld                   |
|                    |               |           |                                                                                                  |
| Evelyne Leu        | aerials (v)   | 16e       | kwalificatie: 16e - uitgeschakeld: 155,50 ptn (93,75 + 61,75)                                    |
| Tanja Schaerer     | aerials (v)   | 19e       | kwalificatie: 19e - uitgeschakeld: 125,73 ptn (60,63 + 65,10)                                    |
| Sanna Luedi        | ski cross (v) | 35e       | kwalificatie: 35e (1.32,87) - uitgeschakeld                                                      |
| Katrin Müller      | ski cross (v) | 18e       | kwalificatie: 9e (1.18,92) achtste finale: 4e - uitgeschakeld                                    |
| Fanny Smith        | ski cross (v) | 7e        | kwalificatie: 3e (1.17,38) achtste finale: 1e kwartfinale: 2e halve finale: 3e kleine finale: 3e |
| Franziska Steffen  | ski cross (v) | 29e       | kwalificatie: 29e (1.22,32) achtste finale: 4e - uitgeschakeld                                   |

### IJshockey
| Olympiër | Discipline | Resultaat   | Prestatie |
| --- | ---------- | ----------- | --- |
| Andres Ambühl Severin Blindenbacher Thomas Déruns Rafael Diaz Hnat Domenichelli Philippe Furrer Patrick von Gunten Jonas Hiller Sandy Jeannin Romano Lemm Thibaut Monnet Thierry Paterlini Martin Plüss Ronnie Rüeger Ivo Rüthemann Raffaele Sannitz Luca Sbisa Mathias Seger Julien Sprunger Tobias Stephan Mark Streit Yannick Weber Roman Wick | mannen     | kwartfinale | Groep A: 1- 3 Verenigde Staten 2- 3(np) Canada 5- 4 (nv) Noorwegen Kwalificatieronde: 3- 2 (np) Wit-Rusland Kwartfinale: 0- 2 Verenigde Staten |
| |            |             | |
| Sophie Anthamatten Laura Benz Sara Benz Nicole Bullo Angela Frautschi Melanie Häfliger Kathrin Lehmann Darcia Leimgruber Julia Marty Stefanie Marty Christine Meier Rahel Michielin Katrin Nabholz Lucrèce Nussbaum Claudia Riechsteiner Florence Schelling Dominique Slongo Anja Stiefel Sandra Thalmann Stefanie Wyss Sabrina Zollinger         | vrouwen    | 5e          | Groep A: 0- 3 Zweden 0-10 Canada 5- 2 Slowakije Plaatsing 5-8: 6- 0 China Plaatsing 5-6: 2- 1 (nv) Rusland                                     |

### Kunstrijden
| Olympiër                    | Discipline | Resultaat | Prestatie                                    |
| --------------------------- | ---------- | --------- | -------------------------------------------- |
| Stéphane Lambiel            | mannen     | 4e        | 246.72 (korte kür: 84.63, vrije kür: 162.09) |
| Sarah Meier                 | vrouwen    | 15e       | 152.81 (korte kür: 56.70, vrije kür: 96.11)  |
| Anais Morand Antoine Dorsaz | paren      | 15e       | 144.42 (korte kür: 55.34, vrije kür: 89.08)  |

### Langlaufen
| Olympiër                                                            | Discipline              | Resultaat | Prestatie                                                           |
| ------------------------------------------------------------------- | ----------------------- | --------- | ------------------------------------------------------------------- |
| Peter von Allmen                                                    | sprint (m)              | kw.       | kwalificatie: 3.46,16 (+11,59) 43e                                  |
| Dario Cologna                                                       | 15 km vrije stijl (m)   | Goud      | 33.36,3                                                             |
| Dario Cologna                                                       | 30 km achtervolging (m) | 13e       | 1:16.12,2 (+1.00,8)                                                 |
| Dario Cologna                                                       | 50 km klassiek (m)      | 10e       | 2:05.47,5 (+12,0)                                                   |
| Christoph Eigenmann                                                 | sprint (m)              | kw.       | kwalificatie: 3.42,18 (+7,61) 34e                                   |
| Remo Fischer                                                        | 15 km vrije stijl (m)   | 15e       | 34.51,1 (+1.14,8)                                                   |
| Remo Fischer                                                        | 30 km achtervolging (m) | 44e       | 1:22.52,1 (+7.40,7)                                                 |
| Valerio Leccardi                                                    | sprint (m)              | kw.       | kwalificatie: 3.42,84 (+8,27) 38e                                   |
| Toni Livers                                                         | 15 km vrije stijl (m)   | 12e       | 34.43,3 (+1.07,0)                                                   |
| Toni Livers                                                         | 30 km achtervolging (m) | 22e       | 1:17.26,0 (+2.14,6)                                                 |
| Curdin Perl                                                         | 15 km vrije stijl (m)   | 17e       | 34.51,8 (+1.15,5)                                                   |
| Curdin Perl                                                         | 30 km achtervolging (m) | 20e       | 1:17.05,0 (+1.53,6)                                                 |
| Eligius Tambornino                                                  | sprint (m)              | kw.       | kwalificatie: 3.48,33 (+13,76) 49e                                  |
| Eligius Tambornino Dario Cologna                                    | teamsprint (m)          | HF        | halve finale-2: 18.54,6 (6e)                                        |
| Team Zwitserland Toni Livers Curdin Perl Remo Fischer Dario Cologna | 4× 10 km (m)            | 10e       | 1:47.57,2 (+2.51,8) 28.20,7 28.26,7 25.35,1 25.34,7                 |
|                                                                     |                         |           |                                                                     |
| Laurence Rochat                                                     | 30 km klassiek (v)      | dnf       | niet gefinisht                                                      |
| Doris Trachsel                                                      | sprint (v)              | KF        | kwalificatie: 3.50,85 (+12,80) 30e; kwartfinale-1: 3.44,7 (+9,3) 6e |
| Bettina Gruber Silvana Bucher                                       | teamsprint (v)          | HF        | halve finale-1: 20.04,6 (9e)                                        |

### Noordse combinatie
| Olympiër                                        | Discipline                   | Resultaat | Prestatie                                                                           |
| ----------------------------------------------- | ---------------------------- | --------- | ----------------------------------------------------------------------------------- |
| Ronny Heer                                      | gundersen normale schans (m) | 11e       | schansspringen: 97,0 m - 116,5 p (21e + 1.16) langlaufen: 26.25,2                   |
| Ronny Heer                                      | gundersen grote schans (m)   | 22e       | schansspringen: 115,0 m - 96,0 p (24e + 2.04) langlaufen: 27.49,5                   |
| Tim Hug                                         | gundersen normale schans (m) | 35e       | schansspringen: 93,5 m - 108,0 p (36e + 1.50) langlaufen: 27.54,1                   |
| Tim Hug                                         | gundersen grote schans (m)   | 33e       | schansspringen: 107,0 m - 82,5 p (37e + 2.58) langlaufen: 29.00,3                   |
| Seppi Hurschler                                 | gundersen normale schans (m) | 29e       | schansspringen: 94,0 m - 109,0 p (34e + 1.46) langlaufen: 27.26,6                   |
| Seppi Hurschler                                 | gundersen grote schans (m)   | 31e       | schansspringen: 107,5 m - 82,3 p (38e + 2.59) langlaufen: 28.43,9                   |
| Tommy Schmid                                    | gundersen normale schans (m) | 40e       | schansspringen: 96,5 m - 115,0 p (26e + 1.22) langlaufen: 29.00,5                   |
| Tommy Schmid                                    | gundersen grote schans (m)   | 16e       | schansspringen: 125,0 m - 108,5 p (15e + 1.14) langlaufen: 27.25,7                  |
| Tim Hug Seppi Hurschler Tommy Schmid Ronny Heer | team (m)                     | 9e        | schansspringen: 110,3/ 105,0/ 122,8/ 98,5 = 436,6 p (9e + 1.34) langlaufen: 53.49,8 |

### Rodelen
| Olympiër       | Discipline | Resultaat | Prestatie                                    |
| -------------- | ---------- | --------- | -------------------------------------------- |
| Stefan Höhener | mannen     | 32e       | 3.20,838 (48,728 / 53,838 / 49,559 / 48,713) |
|                |            |           |                                              |
| Martina Kocher | vrouwen    | 7e        | 2.47,575 (42,005 / 41,697 / 41,976 / 41,897) |

### Schaatsen
| Olympiër        | Discipline | Resultaat | Prestatie |
| --------------- | ---------- | --------- | --------- |
| Roger Schneider | 5000 m (m) | 24e       | 6.39,29   |

### Schansspringen
| Olympiër       | Discipline              | Resultaat | Prestatie                                                                                         |
| -------------- | ----------------------- | --------- | ------------------------------------------------------------------------------------------------- |
| Simon Ammann   | normale schans ind. (m) | Goud      | 276,5 p. (105,0 m en 108,0 m) gekwalificeerd vanwege top-10 plaats in de actuele wereldbekerstand |
| Simon Ammann   | grote schans ind. (m)   | Goud      | 283,6 p. (144,0 m en 138,0 m) gekwalificeerd vanwege top-10 plaats in de actuele wereldbekerstand |
| Andreas Küttel | normale schans ind. (m) | 35e       | 110 p. (94,0 m en dnq) kwalificatie 23e — 120,5 p. (99 m)                                         |
| Andreas Küttel | grote schans ind. (m)   | 24e       | 204,9 p. (121,5 m en 119,0 m) kwalificatie 20e — 122,5 p. (130 m)                                 |

dnq: niet geplaatst voor de tweede ronde

### Skeleton
| Olympiër            | Discipline | Resultaat | Prestatie                               |
| ------------------- | ---------- | --------- | --------------------------------------- |
| Pascal Oswald       | mannen     | 16e       | 3.33,75 (53,77 / 53,86 / 53,00 / 53,30) |
|                     |            |           |                                         |
| Maya Pedersen-Bieri | vrouwen    | 9e        | 3.37,51 (54,53 / 54,83 / 54,54 / 53,91) |

### Snowboarden
| Olympiër              | Discipline               | Resultaat | Prestatie |
| --------------------- | ------------------------ | --------- | --- |
| Fabio Caduff          | cross (m)                | 13e       | kwalificatie: 16e (1.22,78) achtste finale: 2e kwartfinale: 3e - uitgeschakeld |
| Sergio Berger         | halfpipe (m)             | 25e       | kwalificatie: 14e; 26,2 ptn (7,3 en 26,2) - uitgeschakeld |
| Christian Haller      | halfpipe (m)             | 36e       | kwalificatie: 17e; 16 ptn (8 en 16,0) - uitgeschakeld |
| Markus Keller         | halfpipe (m)             | 29e       | kwalificatie: 13e; 20,4 ptn (13,6 en 20,4) - uitgeschakeld |
| Iouri Podladtchikov   | halfpipe (m)             | 4e        | kwalificatie: 3e; 41,4 ptn (36,3 en 41,4) finale: 42,4 ptn (42,4 en 17,6) |
| Nevin Galmarini       | parallelreuzenslalom (m) | 17e       | kwalificatie: 17e (1.18,86) - uitgeschakeld |
| Roland Haldi          | parallelreuzenslalom (m) | 20e       | kwalificatie: 20e (1.19,51) - uitgeschakeld |
| Marc Iselin           | parallelreuzenslalom (m) | 19e       | kwalificatie: 19e (1.19,16) - uitgeschakeld |
| Simon Schoch          | parallelreuzenslalom (m) | 5e        | kwalificatie: 3e (1.16,95) achtste finale: gewonnen van Patrick Bussler ( GER) kwartfinale: verloren van Stanislav Detkov ( RUS) plaats 5-8: gewonnen van Rok Flander ( SLO) plaats 5-6: gewonnen van Zan Kosir ( SLO) |
|                       |                          |           | |
| Mellie Francon        | cross (v)                | 7e        | kwalificatie: 1e (1.24,43) kwartfinale: 1e halve finale: 4e kleine finale: 3e |
| Sandra Frei           | cross (v)                | 11e       | kwalificatie: 11e (1.29,46) kwartfinale: 4e - uitgeschakeld |
| Simona Meiler         | cross (v)                | 9e        | kwalificatie: 9e (1.27,94) kwartfinale: 3e - uitgeschakeld |
| Olivia Nobs           | cross (v)                | Brons     | kwalificatie: 4e (1.26,25) kwartfinale: 1e halve finale: 2e finale: 3e |
| Ursina Haller         | halfpipe (v)             | 9e        | kwalificatie: 13e; 31,9 ptn (28,3 en 31,9) halve finale: 35,4 ptn (35,4 en 31,9) finale: 27,9 ptn (27,9 en 18,1) |
| Manuela Pesko         | halfpipe (v)             | 25e       | kwalificatie: 25e; 17,5 ptn (12,2 en 17,5) - uitgeschakeld |
| Fraenzi Maegert-Kohli | parallelreuzenslalom (v) | 28e       | kwalificatie: 28e (1.50,76) - uitgeschakeld |

Albanië · Algerije · Andorra · Argentinië · Armenië · Australië · Azerbeidzjan · België · Bermuda · Bosnië en Herzegovina · Brazilië · Bulgarije · Canada · Chili · China · Chinees Taipei · Colombia · Cyprus · Denemarken · Duitsland · Estland · Ethiopië · Finland · Frankrijk · Georgië · Ghana · Griekenland · Groot-Brittannië · Hongarije · Hongkong · Ierland · IJsland · India · Iran · Israël · Italië · Jamaica · Japan · Kaaimaneilanden · Kazachstan · Kirgizië · Kroatië · Letland · Libanon · Liechtenstein · Litouwen · Macedonië · Marokko · Mexico · Moldavië · Monaco · Mongolië · Montenegro · Nederland · Nepal · Nieuw-Zeeland · Noord-Korea · Noorwegen · Oekraïne · Oezbekistan · Oostenrijk · Pakistan · Peru · Polen · Portugal · Roemenië · Rusland · San Marino · Senegal · Servië · Slovenië · Slowakije · Spanje · Tadzjikistan · Tsjechië · Turkije · Verenigde Staten · Wit-Rusland · Zuid-Afrika · Zuid-Korea · Zweden · Zwitserland